# Biegi narciarskie na Zimowych Igrzyskach Olimpijskich 2018 – sprint drużynowy mężczyzn
Sprint drużynowy mężczyzn na Zimowych Igrzyskach Olimpijskich 2018 odbył się 21 lutego na Alpensia Cross-Country Centre w Daegwallyeong-myeon.
Mistrzami olimpijskimi zostali Norwegowie Martin Johnsrud Sundby, Johannes Høsflot Klæbo, drudzy byli reprezentanci olimpijscy z Rosji Dienis Spicow, Aleksandr Bolszunow, a brąz wywalczyli Maurice Manificat, Richard Jouve z Francji.
Polska sztafeta w składzie Dominik Bury i Maciej Staręga odpadła w półfinale i została sklasyfikowana na 13. miejscu.

## Terminarz
| Data      | Konkurencja | Godzina rozpoczęcia | Godzina rozpoczęcia |
| Data      | Konkurencja | UTC+09:00           | CET                 |
| --------- | ----------- | ------------------- | ------------------- |
| 21 lutego | Półfinały   | 17:50               | 09:50               |
| 21 lutego | Finał       | 19:30               | 11:30               |

## Wyniki

### Półfinały

#### Półfinał 1
| Miejsce | Bib | Reprezentacja                | Zawodnicy                                  | Czas     | Strata   | Uwagi |
| ------- | --- | ---------------------------- | ------------------------------------------ | -------- | -------- | ----- |
| 1.      | 15  | Olimpijscy sportowcy z Rosji | Dienis Spicow Aleksandr Bolszunow          | 15:58,84 |          | Q     |
| 2.      | 16  | Szwecja                      | Marcus Hellner Calle Halfvarsson           | 15:58,99 | +0,15    | Q     |
| 3.      | 19  | Niemcy                       | Sebastian Eisenlauer Thomas Bing           | 16:00,55 | +1,71    | LL    |
| 4.      | 18  | Finlandia                    | Martti Jylhä Ristomatti Hakola             | 16:01,41 | +2,57    | LL    |
| 5.      | 20  | Czechy                       | Martin Jakš Aleš Razým                     | 16:08,78 | +9,94    | LL    |
| 6.      | 17  | Wielka Brytania              | Andrew Musgrave Andrew Young               | 16:30,62 | +31,78   |       |
| 7.      | 21  | Białoruś                     | Michaił Siemionow Juryj Astapienka         | 16:32,31 | +33,47   |       |
| 8.      | 22  | Austria                      | Bernhard Tritscher Dominik Baldauf         | 16:43,69 | +44,85   |       |
| 9.      | 24  | Rumunia                      | Paul Constantin Pepene Alin Florin Cioancă | 16:52,38 | +53,54   |       |
| 10.     | 25  | Hiszpania                    | Imanol Rojo Martí Vigo del Arco            | 16:59,83 | +1:00,59 |       |
| 11.     | 26  | Słowenia                     | Miha Šimenc Janez Lampič                   | 17:24,79 | +1:25,95 |       |
| 12.     | 28  | Litwa                        | Mantas Strolia Modestas Vaičiulis          | 17:41,73 | +1:42,89 |       |
| 13.     | 27  | Korea Południowa             | Magnus Kim Kim Eun-ho                      | 17:56,71 | +1:57,87 |       |
| 14.     | 23  | Turcja                       | Ömer Ayçiçek Hamza Dursun                  | 18:45,78 | +1:46,94 |       |

#### Półfinał 2
| Miejsce | Bib | Reprezentacja            | Zawodnicy                                     | Czas     | Strata   | Uwagi |
| ------- | --- | ------------------------ | --------------------------------------------- | -------- | -------- | ----- |
| 1.      | 1   | Norwegia                 | Martin Johnsrud Sundby Johannes Høsflot Klæbo | 16:03,97 |          | Q     |
| 2.      | 4   | Francja                  | Maurice Manificat Richard Jouve               | 16:04,45 | +0,48    | Q     |
| 3.      | 6   | Stany Zjednoczone        | Erik Bjornsen Simi Hamilton                   | 16:04,69 | +0,72    | LL    |
| 4.      | 3   | Włochy                   | Dietmar Nöckler Federico Pellegrino           | 16:07,19 | +3,22    | LL    |
| 5.      | 7   | Kanada                   | Len Väljas Alex Harvey                        | 16:07,24 | +3,27    | LL    |
| 6.      | 2   | Szwajcaria               | Roman Furger Dario Cologna                    | 16:10,52 | +6,55    |       |
| 7.      | 10  | Polska                   | Dominik Bury Maciej Staręga                   | 16:21,83 | +16,86   |       |
| 8.      | 5   | Kazachstan               | Dienis Wołotka Aleksiej Połtoranin            | 16:30,10 | +16,13   |       |
| 9.      | 8   | Estonia                  | Marko Kilp Karel Tammjärv                     | 16:30,30 | +16,33   |       |
| 10.     | 11  | Ukraina                  | Andrij Orłyk Ołeksij Krasowski                | 17:32,50 | +1:28,53 |       |
| 11.     | 12  | Słowacja                 | Peter Mlynár Andrej Segeč                     | 17:34,12 | +1:30,15 |       |
| 12.     | 9   | Bułgaria                 | Jordan Czuczuganow Weselin Cinzow             | 17:38,26 | +1:34,29 |       |
| 13.     | 13  | Australia                | Callum Watson Philip Bellingham               | 17:38,36 | +1:34,39 |       |
| 14.     | 14  | Chińska Republika Ludowa | Wang Qiang Sun Qinghai                        | 18:11,95 | +2:07,98 |       |

### Finał
| Miejsce | Bib | Reprezentacja                | Zawodnicy                                     | Czas     | Strata |
| ------- | --- | ---------------------------- | --------------------------------------------- | -------- | ------ |
| 01 !    | 1   | Norwegia                     | Martin Johnsrud Sundby Johannes Høsflot Klæbo | 15:56,26 | —      |
| 02 !    | 15  | Olimpijscy sportowcy z Rosji | Dienis Spicow Aleksandr Bolszunow             | 15:57,97 | +1,71  |
| 03 !    | 4   | Francja                      | Maurice Manificat Richard Jouve               | 15:58,28 | +2,02  |
| 4.      | 16  | Szwecja                      | Marcus Hellner Calle Halfvarsson              | 15:59,33 | +3,07  |
| 5.      | 3   | Włochy                       | Dietmar Nöckler Federico Pellegrino           | 16:14,81 | +18,55 |
| 6.      | 6   | Stany Zjednoczone            | Erik Bjornsen Simi Hamilton                   | 16:16,98 | +20,72 |
| 7.      | 20  | Czechy                       | Martin Jakš Aleš Razým                        | 16:24,83 | +28,57 |
| 8.      | 7   | Kanada                       | Len Väljas Alex Harvey                        | 16:31,86 | +35,60 |
| 9.      | 18  | Finlandia                    | Martti Jylhä Ristomatti Hakola                | 16:32,30 | +36,04 |
| 10.     | 19  | Niemcy                       | Sebastian Eisenlauer Thomas Bing              | 16:42,20 | +45,94 |